# Przejście graniczne Łęknica (Park Mużakowski)-Bad Muskau (Fürst-Pückler-Park)
Przejście graniczne Łęknica (Park Mużakowski)-Bad Muskau (Fürst-Pückler-Park) – zlikwidowane w 2007 roku polsko-niemieckie drogowe przejście graniczne położone w województwie lubuskim, w powiecie żarskim, w miejscowości Łęknica.

## Opis
Przejście graniczne Łęknica (Park Mużakowski)-Bad Muskau (Fürst-Pückler-Park) z miejscem odprawy granicznej po stronie polskiej w miejscowości Łęknica i po stronie niemieckiej w miejscowości Bad Muskau zostało uruchomione 16 sierpnia 2007. Czynne było cały rok: wiosna-lato (kwiecień-październik) w godz. 8.00–20.00, a jesień-zima (listopad-marzec) w soboty, niedziele i dni świąteczne w godz. 8.00–18.00 (Za dni świąteczne przyjęto dni wolne od pracy obowiązujące w Rzeczypospolitej Polskiej oraz dni świąteczne obowiązujące w Saksonii, o ile dotyczyły one również Bad Muskau). Dopuszczony był ruch osobowy pieszy i mały ruch graniczny. Doraźnie kontrolę graniczną osób, towarów i środków transportu wykonywała Placówka Straży Granicznej  w Olszynie. Obie miejscowości łączył most „podwójny” na rzece Nysie Łużyckiej.
21 grudnia 2007 na mocy układu z Schengen przejście graniczne zostało zlikwidowane.